# Estadio José María Bértora
El Estadio José María Bertora es un estadio techado, perteneciente al Club Central Entrerriano de Gualeguaychú y utilizado mayoritariamente para basquetball. Cuenta con capacidad para 2100 espectadores y ha servido como sede de diversos eventos, entre los que se destacan los partidos de Central Entrerriano como local en el marco de la Liga Nacional de Básquet y el Torneo Nacional de Ascenso.